# Стабільне сортування
Стабільним (або стійким) називається такий алгоритм сортування, що не змінює порядок елементів з однаковим ключем.
Найпоширеніша модель представлення даних для сортування — масив структур, в якому кожен елемент має поля англ. key (ключ по якому відбувається впорядкування) і їх значення англ. data (інша інформація).

## Приклад
Масив прізвищ (дані) і років народження (ключі):
A = {(1988, «Знов'як»), (1984, «Олефіренко»), (1972, «Кордубан»), (1984, «Ткачук»)}
Якщо впорядкувати масив A за ключем, то можна отримати два різні результати:
A* = {(1972, «Кордубан»), (1984, «Олефіренко»), (1984, «Ткачук»), (1988, «Знов'як»)}
A** = {(1972, «Кордубан»), (1984, «Ткачук»), (1984, «Олефіренко»), (1988, «Знов'як»)}
Масиви A* і A** відрізняються порядком розташування елементів (1984, «Олефіренко») і (1984, «Ткачук») (хоча обидва масиви є впорядкованими за ключем). В A* порядок елементів з однаковими ключами такий же як і в початковому масиві A, натомість в масиві A** цей порядок змінено. Масив A* отримано стабільним впорядкуванням, тоді як масив A** отримано нестабільним впорядкуванням.

## Алгоритми стабільного впорядкування
За час {\displaystyle \;O(n^{2})}
- сортування вставкою
- сортування обміном

За час {\displaystyle O(n\log \;n)}
- сортування злиттям

За час {\displaystyle \;O(n)} з використанням додаткової інформації про елементи
- сортування підрахунком
- сортування за розрядами
- сортування комірками

За час {\displaystyle O(n\log ^{2}\;n)}
- сортування злиттям модифіковане